# Gateway West Building
Il Gateway West Building è un grattacielo situato nel quartiere di Century City a Los Angeles (Stati Uniti).
L'edificio si trova all'angolo tra la Santa Monica Boulevard e la Avenue of the Stars.
Il suo indirizzo esatto è 1801 Avenue of the Stars..

## Storia
Completato nel 1963 è stato il primo edificio eretto a Century City durante lo sviluppo dell'area nel suo passaggio da backlot degli studi della 20th Century Fox a quartiere moderno.
L'edificio, progettato dal rinomato architetto Welton Becket (1902-1969) in stile International Style, è alto 52,9 metri ed è dotato di 13 piani. La facciata è in alluminio.